# Muzeum Archeologiczno-Historyczne w Elblągu

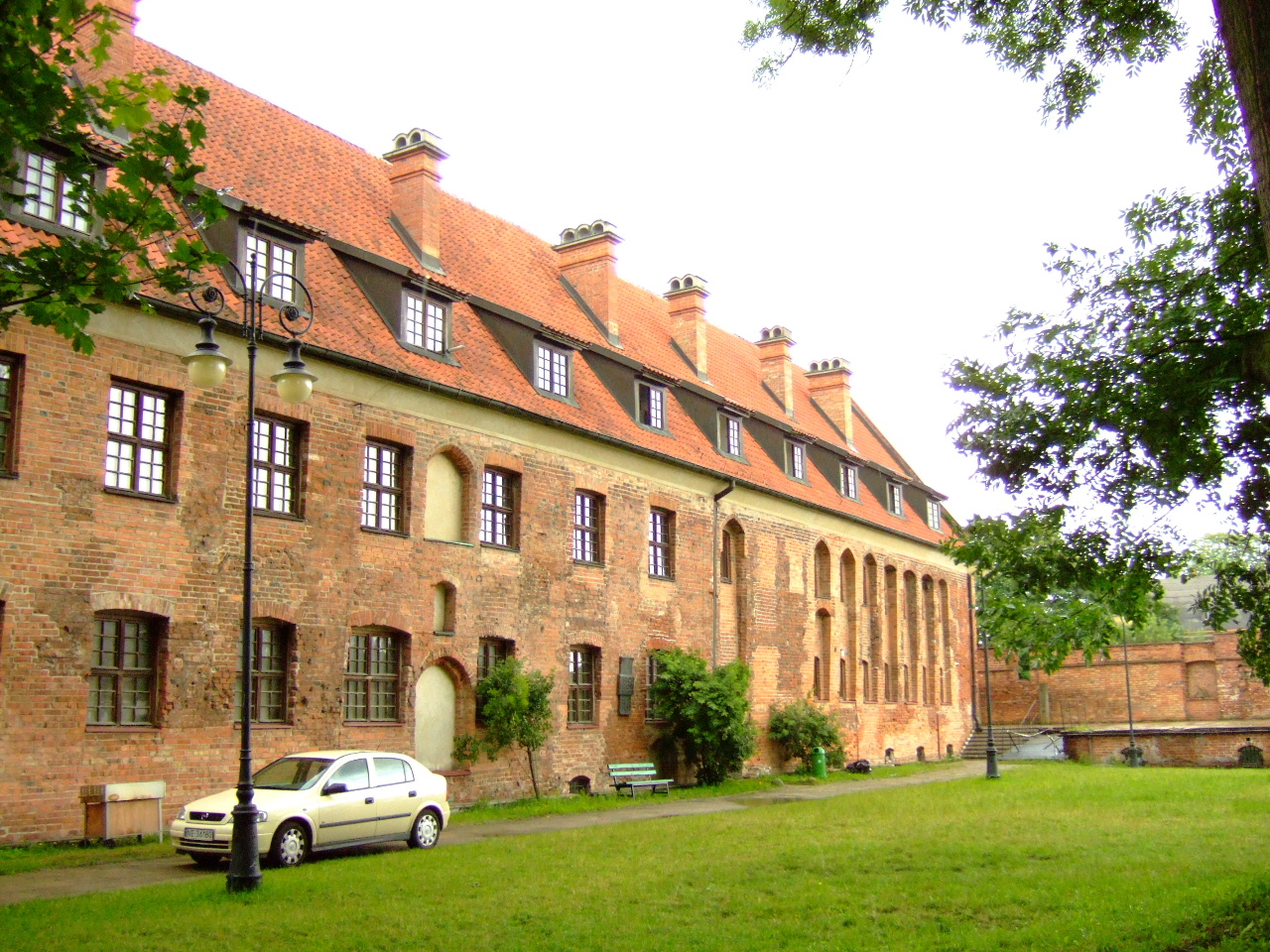
Muzeum w Elblągu, budynek dawnej słodowni

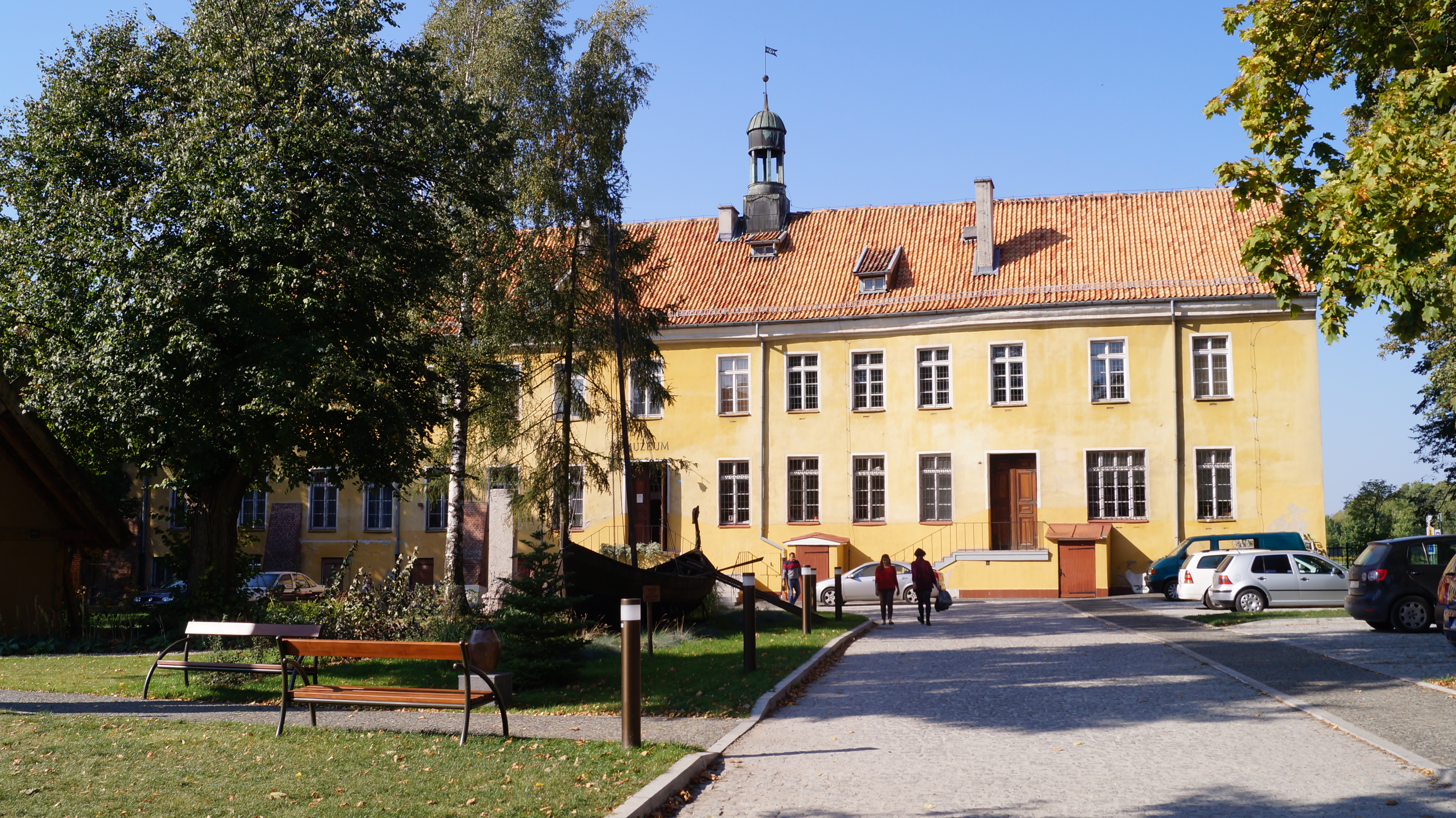
Muzeum w Elblagu, budynek dawnego gimnazjum

Muzeum Archeologiczno-Historyczne w Elblągu – muzeum w Elblągu powstałe w 1954 z siedzibą na terenie Podzamcza dawnego Zamku Krzyżackiego.

## Historia
Powstało w 1954 z inicjatywy ówczesnych władz Elbląga. Siedziba od początku mieści się na terenie Podzamcza. Elbląski zamek nie przetrwał do dzisiejszych czasów, gdyż buntując się przeciw panowaniu Zakonu, Elblążanie zburzyli twierdzę w 1454 r. Elbląscy mieszczanie po zdobyciu zamku, wypędzili jego załogę, po czym podpalili i zburzyli twierdzę. Do czasów dzisiejszych przetrwały jedynie fragmenty starych murów obronnych, fragmenty piwnic oraz budynek dawnej słodowni. Właśnie w tych budynkach ma siedzibę obecne muzeum.
Muzeum mieści się w dwóch budynkach: dawnej Słodowni, popularnie zwanej Podzamczem oraz w dawnym Gimnazjum. Nazwa pochodzi od Gimnazjum Miejskiego (XVI w.), które było jednocześnie pierwszym polskim gimnazjum humanistycznym. Powstało na terenie gdzie od 1458 roku znajdowały się zabudowania klasztoru Brygidek. Obecnie obiekt służy elbląskiemu muzeum.
Na dziedzińcu Muzeum można również obejrzeć zrekonstruowany, na podstawie badań Marka Jagodzińskiego (odkrywcy Truso), dom wikingów z Truso.

## Dyrektorzy
Od 1954 r. Muzeum kierowali:
- Henryk Cieśla (1955–1960)
- Danuta Milewska (1960–1975)
- Lidia Abramowicz (1975–1976)
- Janusz Łowiński (1976–?)
- Kazimierz Solak (?–1993)
- Kazimierz Arbart (1994–2004)
- Maria Kasprzycka (2004–2019)
- Lech Trawicki (2019–2024)[2]
- Mirosław Siedler p.o. (2024–)[3]

## Zbiory Muzeum
Biorąc pod uwagę wiek miasta Elbląga oraz bogatą historię okolicznych terenów elbląskie, muzeum ma szerokie perspektywy rozwojowe. Wciąż prowadzone badania archeologiczne, m.in. na elbląskim Starym Mieście przynoszą systematycznie nowe odkrycia oraz dostarczają ciekawych eksponatów.
Za sprawą miejsca, w jakim znajduje się muzeum, główną część jego zbiorów stanowią eksponaty z Elbląga, Żuław, Pomorza i krajów północnoeuropejskich. Ciekawsze eksponaty:
- okulary z XV w. (najstarsze znalezione w Europie),
- giterna z XV w. (jedna z trzech zachowanych na świecie),
- barokowe, intarsjowane meble elbląskie,
- cynowe naczynia z XVI-XVIII w.,
- wyroby złotnicze z warsztatów pomorskich,
- elbląska i holenderska ceramika biała, zdobiona kobaltem (naczynia, kafle, piece kaflowe),
- kolekcja kartuszy herbowych elbląskiego patrycjatu miejskiego z XVII-XIX w.
- elbląskie starodruki, archiwalia, plany miasta, militaria z XII-XV w.,
- dokumenty i pamiątki po osadnikach przesiedlonych do Elbląga w latach 1945–1947, ze wschodnich terenów Polski.

Wystawy:
- Truso – legenda Bałtyku (od maja 2015)[4]
- Goci. Znad Bałtyku do Rzymu. Wystawa stała otwarta w 2016 roku[5].
- Elbląg reconditus (od września 2014)[6]
- Świadectwa. Twarze historii - historia w twarzach(od sierpnia 2014)[7]
- Miasto nowych ludzi. Elbląg w pierwszej powojennej dekadzie 1945-1955 (od listopada 2021)[8]
- Elbląg. Historia ukryta pod ziemią.
- Żuławy – Ziemia ujarzmiona. Między trzema gardzielami Wisły (od listopada 2018)[9]
- Relikty chwały Elbląga i regionu (od listopada 2018)[10]
- Nummi et arma. Wystawa numizmatów i uzbrojenia ze zbiorów Muzeum.
- Kunstkamera Edwarda Parzycha(od lutego 2020)[11]

## Osada Truso
Truso osada, o której istnieniu wiedzieli archeologowie i historycy, a której bezskutecznie poszukiwano przez stulecia. Legendarny port (opisany w IX w. przez króla Anglii Alfreda Wielkiego), zamieszkany przez wiele narodowości stanowił wczesnośredniowieczne centrum handlowe utrzymujące kontakty z najdalszymi zakątkami Europy.

Po wieloletnich badaniach, w roku 1982 dr Marek Jagodziński odkrył legendarną osadę portową. Znajdowała się w pobliżu dzisiejszego Janowa Pomorskiego, nad Jeziorem Druzno.

Obecnie istnieje Stowarzyszenie Miłośników Truso, którego celem jest zbudowanie archeologicznego skansenu, który pozwoliłby ludziom bliżej zapoznać się z historią osady.